# Te robaré (canción de Prince Royce)
«Te robaré» es una canción del artista estadounidense Prince Royce. Se estrenó como el segundo sencillo de su tercer álbum de estudio Soy el mismo el 3 de febrero de 2014.

## Antecedentes y composición
Se estrenó como sencillo el 3 de febrero de 2014, para la promoción de su álbum de estudio debut Prince Royce (2010). La canción fue escrita por el propio cantante junto a D'Lesly "Dice" Lora y Yonathan Then.

## Rendimiento comercial
En la lista de éxito de Estados Unidos «Te robaré», alcanzó la posición número cuatro en la lista Hot Latin Songs, y la primera posición en Tropical Airplay, ambas de Billboard. En España, la pista llegó a la ubicación veintinueve en la lista semanal de PROMUSICAE.

## Video musical
El video musical se estrenó el 3 de febrero de 2014.

## Posicionamiento en listas
| Listas (2014)                      | Mejor posición |
| ---------------------------------- | -------------- |
| España (PROMUSICAE)                | 29             |
| Estados Unidos (Hot Latin Songs)   | 4              |
| Estados Unidos (Latin Pop Songs)   | 3              |
| Estados Unidos (Tropical Airplay)  | 1              |
| México Airplay (Billboard)         | 5              |
| México Español Airplay (Billboard) | 3              |

## Premios y nominaciones
| Año  | Trabajo nominado   | Categoría                | Resultado | Ref           |
| ---- | ------------------ | ------------------------ | --------- | ------------- |
| 2014 | Premios Juventud   | Canción favorita         | Nominado  | [ 11 ]        |
| 2014 | Premios Juventud   | Vídeo favorito           | Nominado  | [ 11 ]        |
| 2014 | Premios Juventud   | Rigtone favorito         | Nominado  | [ 11 ]        |
| 2015 | Premios Lo Nuestro | Canción tropical del año | Nominado  | [ 12 ] [ 13 ] |

## Historial de lanzamiento
| País   | Fecha                | Formato          | Discográfica     | Ref    |
| ------ | -------------------- | ---------------- | ---------------- | ------ |
| Varios | 3 de febrero de 2014 | Descarga digital | Sony Music Latin | [ 14 ] |